# Cesenatico
Cesenatico (Žìznatic en dialecto romañol) es una localidad italiana de 23.416 habitantes de la provincia de Forlì-Cesena. Es un importante centro de balnearios y meta turística que se encuentra junto al mar Adriático, entre Rímini y Rávena.

## Monumentos

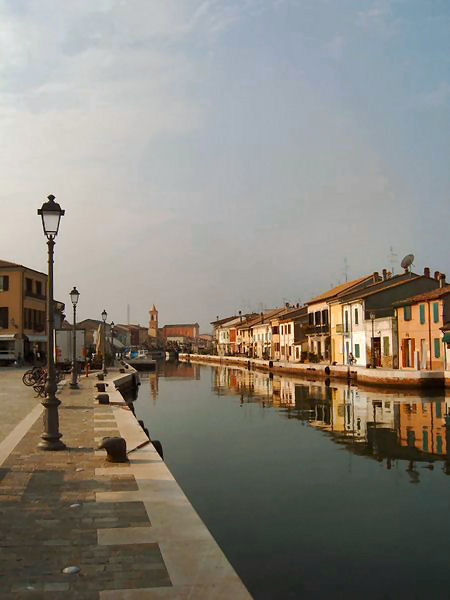
Puerto-canal de Cesenatico.

Cesenatico presume de un estimable puerto-canal realizado en 1500 a partir de un proyecto original de Leonardo da Vinci. En un principio, este canal debería haber llegado hasta la ciudad de Cesena, situada en el interior, a unos 15 kilómetros de Cesenatico.
Si el puerto-canal representa la Cesenatico histórica, el Rascacielos de Cesenatico, edificado en los años 1950 junto al paseo marítimo, en la zona nueva de la ciudad enfrente del preexistente Gran Hotel, es sin duda el símbolo de la Cesenatico moderna y turística. La parte nueva de la ciudad, que se extiende a lo largo de la Avenida Carduci ("Viale Carducci"), eje paralelo a la línea del mar, está dedicada casi por completo al turismo, con hoteles, tiendas, restaurantes, salas de juegos, bares y pubs. Por último, aunque no se puedan considerar como verdaderos monumentos, no se puede negar el valor iconográfico que han adquirido con el tiempo los establecimientos balnearios de Cesenatico, auténticos centros de recreo veraniego y motor económico de la ciudad.
Se encuentra además el Museo de la Marinería, parte del cual está compuesto por las naves que están amarradas en el puerto-canal. La más importantes de todas es el Trabaccolo de transporte, sobre el cual se puede subir. En el periodo navideño, desde primeros de diciembre hasta el 6 de enero, sobre las barcas del museo, se prepara un belén muy sugestivo, con los personajes a tamaño humano.
Desde la primavera de 2006 está abierto al público el Espacio Pantani (en italiano, Spazio Pantani), junto a la estación de trenes. Es un museo que contiene trofeos, bicicletas y objetos pertenecientes al ciclista Marco Pantani, muerto trágicamente el 14 de febrero de 2004 en Rímini.

## Cultura
Cesenatico es sede universitaria (Università degli studi di Bologna, Polo universitario di Cesena) para el curso de tres años en Acuicultura e Ictiopatología.
Tierra natal del célebre poeta Marino Moretti, es posible visitar su vivienda situada en la calle dedicada al mismo.
En 1974, la ciudad fue laureada, junto con la francesa Mâcon, con el Premio de Europa, una distinción otorgada anualmente por el Consejo de Europa, desde 1955, a aquellos municipios que hayan hecho notables esfuerzos para promover el ideal de la unidad europea.

## Deportes
El 25 de mayo de 1999 la 11.ª etapa del Giro de Italia 1999 concluyó en Cesenatico con victoria de Ivan Quaranta.
Entre los personajes deportivos de Cesenatico, merecen particular mención el ciclista Marco Pantani, el futbolista Mattia Graffiedi, el entrenador de fútbol Alberto Zaccheroni, exentrenador del conjunto local en la Serie C2 y el portero Giorgio Ghezzi.

## Demografía
| Gráfica de evolución demográfica de Cesenatico entre 1861 y 2001 |
|                                                                  |
| Fuente ISTAT - elaboración gráfica de Wikipedia                  |